# Teehäuschen (Darmstadt, Park Rosenhöhe)
Das Teehäuschen ist ein Bauwerk im Park Rosenhöhe in Darmstadt (Hessen).

## Architektur und Geschichte
Das Teehäuschen wurde in der Mitte der ersten Hälfte des 19. Jahrhunderts erbaut. Der Entwurf des zweigeschossigen klassizistischen Bauwerks wird dem Hofarchitekten Georg Moller zugeschrieben.
Moller hatte den von Michael Zeyher im Auftrag der Großherzogin Wilhelmine angelegten Landschaftsgarten auf dem Busenberg mit biedermeierlichen Bauten ausgestattet und möbliert.
Der kleine würfelähnliche Bau besteht aus Mauerwerk mit Holzzierat.
Die Südseite des Teehäuschens ist die Schauseite; mit einem Holzbalkon in ganzer Breite der in den Hauskubus eingeschnitten ist. Die vorgezogene Balkonkonstruktion und das vorne teilweise sichtbare Dachgebälk geben dem im rückwärtigen Teil gemauerten Bauwerk den Charakter eines luftig-leichten Pavillons.
Zu den auffälligen Details des Teehäuschens gehören das schön geschnitzte Balkongeländer und die aufwendige Malerei mit Vogelmotiven und geometrischen Mustern am Balkon und der Fassade. Bemerkenswert ist die vergoldete Spitze des schiefergedeckten, flachen Zeltdachs. Vergoldete Kugeln und ein vergoldeter Halbmond zieren das Dach des Pavillons. 
In den 2010er Jahren wurde das Teehäuschen umfassend saniert. Im Jahr 2015 erfolgte die Wiedereinweihung.